# Open Source Development Lab
Open Source Development Lab was een vereniging die zich bezighield met het ontwikkelen van vrije software. Een bekende medewerker was Linus Torvalds.
Meestal hield het OSDL zich bezig met beslissen of toegestuurde patchen goed genoeg waren om in bestaande software opgenomen te worden.
OSDL werd gesponsord door bedrijven uit diverse takken van de industrie.
Op 22 januari 2007 ging OSDL samen met de Free Standards Group op in een nieuwe organisatie, The Linux Foundation. Het doel blijft hetzelfde: Linux promoten.